# 다운스뷰 공항
토론토/다운스뷰 공항(Toronto/Downsview Airport, IATA: YZD, ICAO: CYZD)은 캐나다 온타리오주 토론토에 위치한 민간, 군사 공항이다. 봄바디어 에어로스페이스 사가 소유하고 있으며 항공기 테스트와 군사용으로 운영하고 있다. 다운스뷰 공항은 자체 소방기구(Bombardier Aerospace Emergency Services)가 있어 화재시 빠른 속도로 대응할 수 있다.

## 역사
다운스뷰 공항은 1939년에 de Havilland Canada라는 전투기 제조회사의 활주로로 개발되었다.1947년 캐나다 국방부가 공군기지로 사용하기 위해 구매, 확장했다. 1988년부터 다운스뷰 공항은 국영기업인 Parc Downsview Park와 봄바디어 에어로스페이스(de Havilland Canada사의 후신)사가 공동 운영하고 있다. 최근에는 공항 유휴지를 재개발하거나 조경 사업을 통해 공원화 하고 있다

## 입주 기관

### Parc Downsview Park – 캐나다 정부
- 봄바디어 에어로스페이스(Bombardier Aerospace)
- 캐나다 항공 우주 박물관(Canadian Air and Space Museum)
- Tree City
- Hangar 체육 공원
- 토론토 야생 센터(The Toronto Wildlife Centre)

### 캐나다 공군
- Land Force Central Area 본부
- Area Support Unit Toronto
- Denison 훈련소
- 32 Canadian Brigade Group 본부
- 2 Intelligence 중대
- 32 Combat Engineer 연대
- The Governor General's Horse Guards
- 토론토 교통 위원회 윌슨 지하철 차량 사업소(Toronto Transit Commission Wilson Subway Yard)

## 교통

### 연결 도로
- John Drury Drive - 캐나다 공군 전용
- Yukon Lane
- Carl Hall Road
- Canuck Avenue
- Hanover Road
- Beffort Road
- Robert Woodhead Crescent - 캐나다 공군 전용
- Garratt Blvd
- Plewes Road

## 같이 보기
- 토론토 피어슨 국제공항